# Fliegerführer Afrika
Fliegerführer Afrika war die Bezeichnung einer Dienststellung bzw. einer Kommandobehörde auf Brigadeebene der deutschen Luftwaffe im Zweiten Weltkrieg.

## Geschichte
Die Kommandobehörde des „Fliegerführers Afrika“ wurde im Februar 1941 kurz nach dem Deutschen Afrikakorps (DAK) im Luftgau VII für den Einsatz im Afrikafeldzug aufgestellt und führte die von afrikanischem Boden aus eingesetzten Teile des X. Fliegerkorps bzw. ab Ende 1941 der Luftflotte 2, deren Hauptaufgabe die taktische Luftunterstützung der Bodenkämpfe des DAK bzw. der Panzergruppe und späteren Panzerarmee Afrika war. Dem Fliegerführer waren jeweils verschiedene Geschwader bzw. einzelne Gruppen unterschiedlicher Waffengattungen sowie die entsprechenden Unterstützungseinheiten unterstellt.
Das Gegenstück hierzu auf britischer Seite war die sogenannte Desert Air Force. Während des Tunesienfeldzugs wurde der Stab des Fliegerführers Afrika im Februar 1943 zum Fliegerkorps Tunis umgewandelt.

## Fliegerführer
| Dienstgrad      | Name                     | Datum                                 |
| --------------- | ------------------------ | ------------------------------------- |
| Generalleutnant | Stefan Fröhlich          | 24. Februar 1941 bis 10. April 1942   |
| Generalleutnant | Otto Hoffmann von Waldau | 12. April 1942 bis 30. August 1942    |
| Generalmajor    | Hans Seidemann           | 1. September 1942 bis 1. Februar 1943 |

## Unterstellung
| Unterstellung   | von              | bis           |
| --------------- | ---------------- | ------------- |
| X. Fliegerkorps | 24. Februar 1941 | Dezember 1941 |
| Luftflotte 2    | Dezember 1941    | Februar 1943  |

## Unterstellte Verbände
| Verbände am 22. Juni 1941    | Flugzeuge | Flugzeuge     | Flugzeugtypen                | Liegeplatz    | Lage                |
| Verbände am 22. Juni 1941    | Soll      | Einsatzbereit | Flugzeugtypen                | Liegeplatz    | Lage                |
| III./Lehrgeschwader 1        | 37        | 11            | Junkers Ju 88A-1             | Derna         | 32.766667 22.633333 |
| I./Sturzkampfgeschwader 1    | 37        | 21            | Junkers Ju 87B-1             | Derna         | 32.766667 22.633333 |
| II./Sturzkampfgeschwader 3   | 37        | ?             | Junkers Ju 87B-1             | Derna         | 32.766667 22.633333 |
| III./Zerstörergeschwader 26  | 37        | 22            | Messerschmitt Bf 110         | Derna         | 32.766667 22.633333 |
| Wüstennotstaffel Afrika      | 12        | ?             | ?                            | Derna         | 32.766667 22.633333 |
| I./Jagdgeschwader 27         | 37        | 25            | Messerschmitt Bf 109E-7      | Ain el Gazala | ?                   |
| 7./Jagdgeschwader 26         | 12        | ?             | Messerschmitt Bf 109E-7      | Ain el Gazala | ?                   |
| 2. Nahaufklärungsgruppe 14   | 12        | ?             | Messerschmitt Bf 110E-2      | Ain el Gazala | ?                   |
| Kurierstaffel Afrika         | 12        | ?             | ?                            | Ain el Gazala | ?                   |
| 2./Fernaufklärungsgruppe 123 | 12        | ?             | Junkers Ju 88D-1             | Benina        | 32.095833 20.275    |
| 1./Nachtjagdgeschwader 3     | 12        | ?             | Messerschmitt Bf 110D-3      | Benghasi      | 32.116667 20.078889 |
| Insgesamt                    | 257       | 79+           |                              |               |                     |
| Verbände am 30. Juni 1942    | Flugzeuge | Flugzeuge     | Flugzeugtypen                | Liegeplatz    | Lage                |
| Verbände am 30. Juni 1942    | Soll      | Ist           | Flugzeugtypen                | Liegeplatz    | Lage                |
| Stab/Sturzkampfgeschwader 3  | 3         | 2             | Messerschmitt Bf 110C-2 trop | Fuka          | 31.066667 27.95     |
| I./Sturzkampfgeschwader 3    | 37        | 28            | Junkers Ju 87R-2 trop        | Fuka          | 31.066667 27.95     |
| II./Sturzkampfgeschwader 3   | 37        | 30            | Junkers Ju 87D-1             | Fuka          | 31.066667 27.95     |
| III./Sturzkampfgeschwader 3  | 37        | 22            | Junkers Ju 87D-1             | Fuka          | 31.066667 27.95     |
| Stab/Jagdgeschwader 27       | 3         | 0             | Messerschmitt Bf 109F-4 trop | Fuka          | 31.066667 27.95     |
| I./Jagdgeschwader 27         | 37        | 26            | Messerschmitt Bf 109F-4 trop | Bir el Astas  | 31.341667 26.85     |
| II./Jagdgeschwader 27        | 37        | 21            | Messerschmitt Bf 109F-4 trop | Fuka          | 31.066667 27.95     |
| III./Jagdgeschwader 27       | 37        | 21            | Messerschmitt Bf 109F-4 trop | Fuka          | 31.066667 27.95     |
| III./Jagdgeschwader 53       | 37        | 17            | Messerschmitt Bf 109F-4 trop | Quotaifiyah   | 31.066667 28.3      |
| 10.(Jabo)/Jagdgeschwader 53  | 12        | 5             | Messerschmitt Bf 109F-4 trop | Quotaifiyah   | 31.066667 28.3      |
| Wüstennotstaffel 1           | 12        | ?             | ?                            | Quotaifiyah   | 31.066667 28.3      |
| Kurierstaffel Afrika         | 12        | ?             | ?                            | Quotaifiyah   | 31.066667 28.3      |
| 12./Lehrgeschwader 1         | 12        | 14            | Junkers Ju 88A-4             | Derna         | 32.766667 22.633333 |
| Luftgaustab z. b. V. Afrika  |           |               |                              |               |                     |
| Insgesamt                    | 313       | 186+          |                              |               |                     |

Anmerkungen
1. ↑  Bedeutung der Abkürzungen, siehe Organisation der Geschwader
2. ↑  Sollstärke nach Kriegsausrüstungsnachweis
3. ↑  Einsatzbereit (abflugbereite Flugzeuge)
4. ↑  Iststärke (die tatsächlich in der Einheit vorhandenen Flugzeuge)